# Federação de Igrejas Reformadas
A Federação de Igrejas Reformadas (FIR) - em inglês Federation of Reformed Churches - é uma denominação reformada, fundada em 1990, no Estados Unidos.
A denominação se diferencia de outras denominações reformadas nos Estados Unidos por adotar uma escatologia pré-milenista e permitir a pedocomunhão.

## História
Formada em 1990, a Federação de Igrejas Reformadas recebeu igrejas e membros anteriormente anabatistas, batistas e carismáticas. Em 2014, a denominação já tinha 9 igrejas e plantou uma nova igreja no Brasil em 2015. Todavia, em 2016 a igreja se desligou da denominação e se uniu a Igreja Presbiteriana Reformada - Presbitério de Hanover. Em 2021, 6 igrejas ainda permaneceram na denominação.
Duas, das 6 igrejas da denominação, se afiliaram à Comunhão de Igrejas Evangélicas Reformadas em 2019. São elas: Igreja de Cristo, em Ithaca (Nova Iorque) e Igreja de Cristo Soberano, em Mount Gilead (Ohio). Ambas as denominações partilham das mesmas doutrinas centrais, permitindo grande diversidade entre as igrejas locais e, portanto, permitem a dupla-afiliação.

## Doutrina
Adota o Credo dos Apóstolos, Credo Niceno-Constantinopolitano e a Declaração de Calcedônia como doutrinas oficiais. Diferente da maioria das denominações presbiterianas e reformadas continentais, adota uma escatologia pré-milenista e permite a pedocomunhão.
Em outros assuntos, a denominação permite que suas igrejas adotem diferentes doutrinas. Entre as igrejas filiadas, há igrejas presbiterianas, reformadas continentais e anglicanas reformadas.